# Gammelgården
Gammelgården – miejscowość (tätort) w Szwecji, w regionie administracyjnym (län) Norrbotten, w gminie Kalix.
Według danych Szwedzkiego Urzędu Statystycznego liczba ludności wyniosła: 281 (31 grudnia 2015), 278 (31 grudnia 2018) i 285 (31 grudnia 2019).